# Arslanowo (Tschischminski)
Arslanowo (russisch Арсланово, baschkirisch Арыҫлан) ist ein Dorf in Baschkortostan, Russland. Es ist Verwaltungssitz der Landratsgemeinde Arslanowski selsowet.

## Geographie
Der Ort liegt im Tschischminski rajon, 12 Kilometer bzw. 11 Straßenkilometer nördlich vom Verwaltungssitz des Rajons, Tschischmy, entfernt. Der nächstgelegene Ort ist Nowaja. Die nächste größere Stadt ist Ufa. Im Dorf gibt es 16 Straßen.

## Bevölkerung
Im Jahr 2010 lebten 650 Menschen im Dorf, die meisten davon Tataren und Baschkiren.